# Hinchada del Club Nacional de Football
La hinchada del Club Nacional de Football, conocida popularmente como La Banda del Parque, es una de las hinchadas más grandes de Uruguay, disputándose el primer lugar con la hinchada de Peñarol. Tiene una fuerte militancia con el club, habiendo organizado varios eventos para apoyar a la institución. Varios hinchas le han compuesto canciones en su honor, como forma de expresar la pasión que despierta el club.

## Hinchas emblemáticos

### Abdón Porte
En el año 1918, Abdón Porte, jugador símbolo de la institución, decidió suicidarse en pleno Parque Central debido a que debía retirarse del equipo principal por su edad. Este acto fue reflejado en el cuento Juan Polti del escritor uruguayo Horacio Quiroga. Actualmente la tribuna del Parque Central en donde se aloja la hinchada popular de Nacional lleva el nombre de Abdón Porte en su honor.

### Prudencio Reyes
Durante décadas, el fútbol rioplatense fue asunto de ingleses. Lo practicaban con el clásico estilo formal, que acostumbraban tener para los demás deportes importados de su tierra, como el rugby, el hockey, el golf o el polo. El público que asistía a los encuentros mantenía una postura demasiado formal, en silencio. Las manifestaciones no pasaban de una exclamación o el aplauso, ante un gol, sea de uno o del otro equipo. A comienzos del siglo XX, el utilero de Nacional, Prudencio Miguel Reyes, se hizo famoso por su continuo aliento al equipo tricolor. Al circunspecto público que asistía a los partidos de fútbol en el 1900 le resultaba extraño que Prudencio se paseara de punta a punta, al borde de la cancha, alentando a los jugadores, lanzando gritos con su vozarrón y generando un clima festivo que, hasta entonces, no se había visto. Los parciales que concurrían a los encuentros lo reconocían por una de las principales tareas de los utileros: "inflar" las pelotas, "hincharlas" —como se dice en lunfardo rioplatense—. La gente comenzó a referirse a Reyes como "el hincha". Es de ahí que surge la palabra "hincha", utilizada en el mundo hispanohablante para designar a los seguidores de los equipos de fútbol. A partir de su entusiasta participación, el aliento en el fútbol cambió e incluso contagió a otros deportes. Es debido a esto que se afirma que el primer hincha de la historia del fútbol, fue un aficionado de Nacional.

## Encuesta sobre hinchas

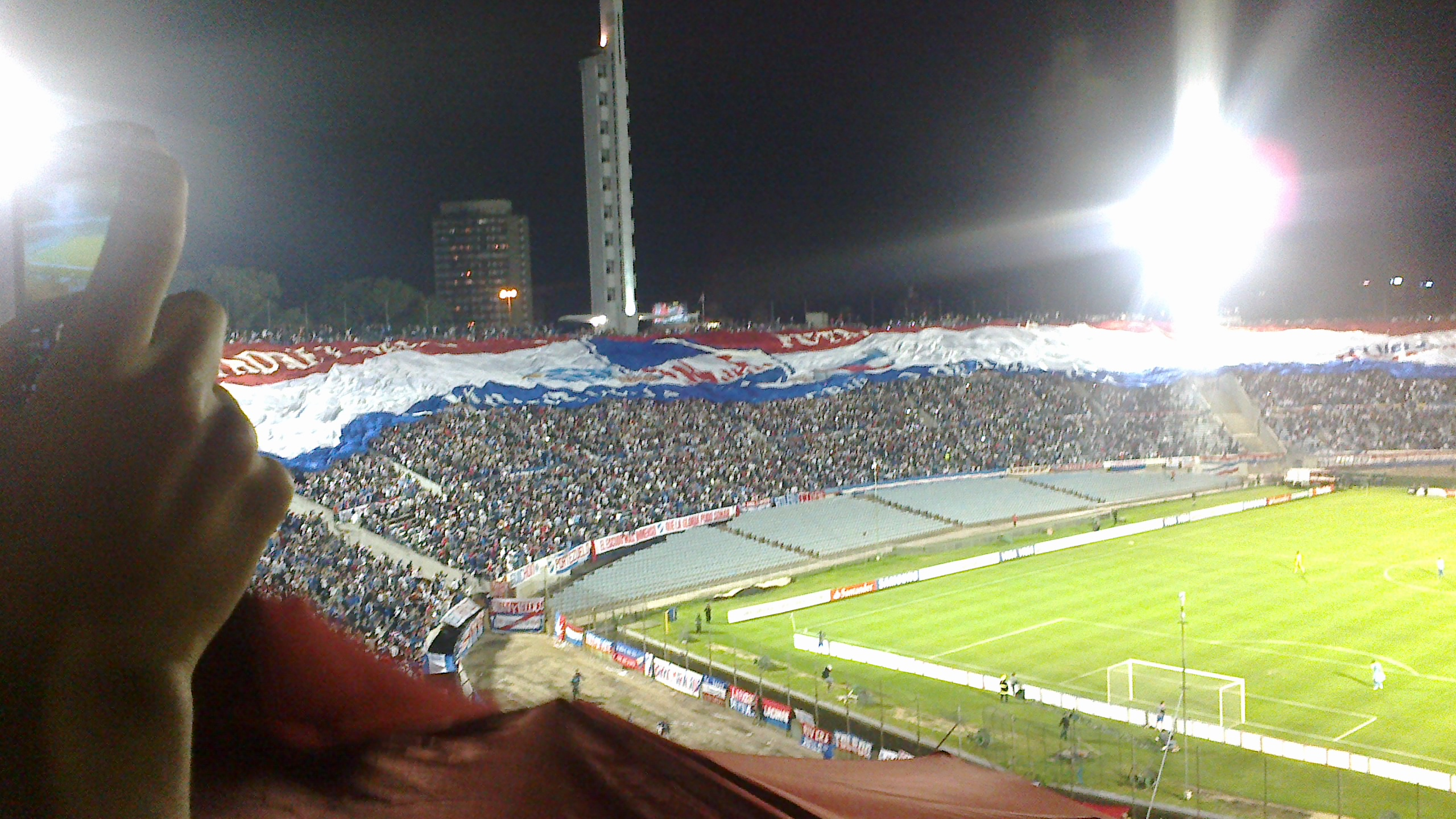
Bandera gigante

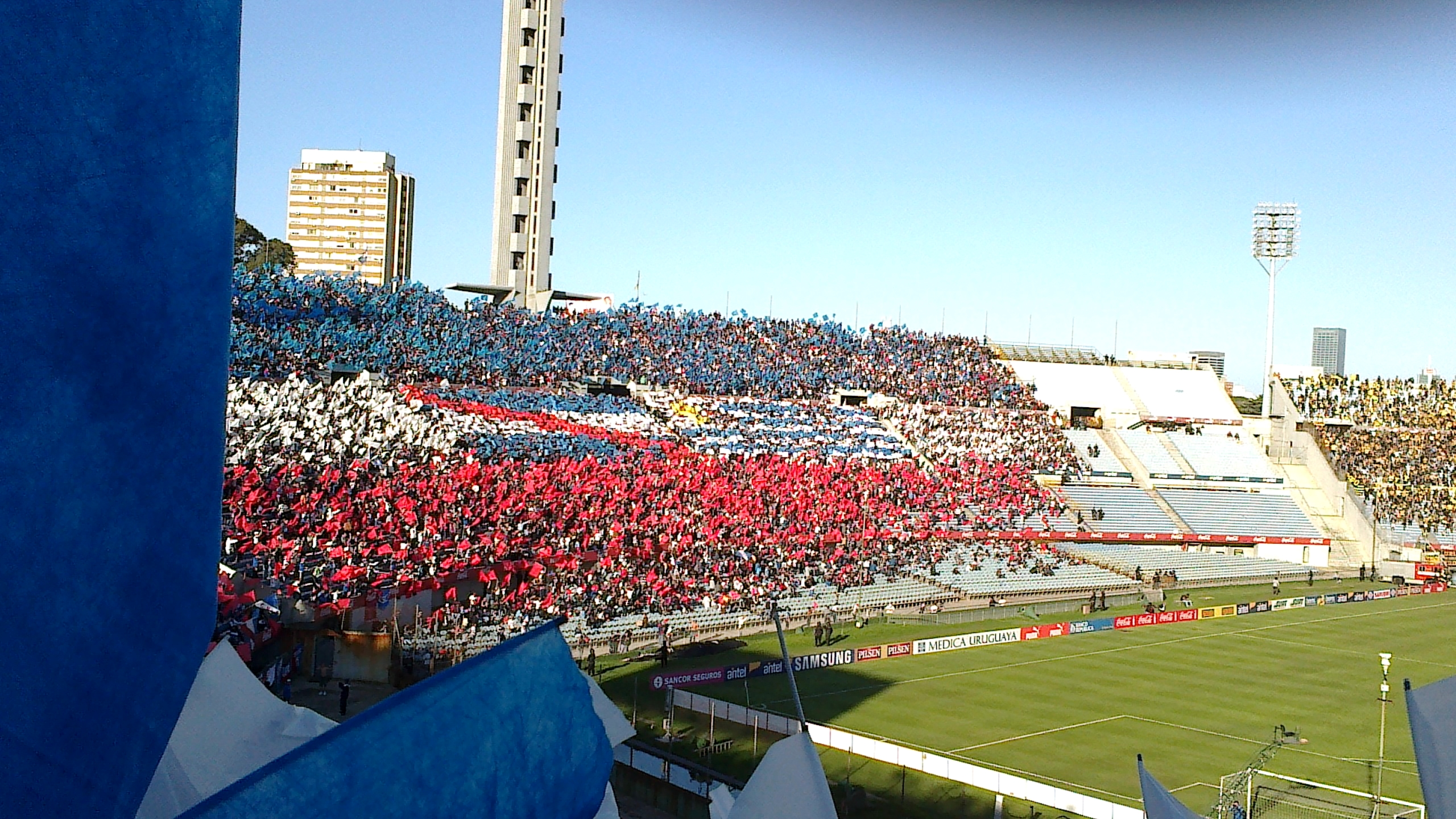
Nacional Clásico

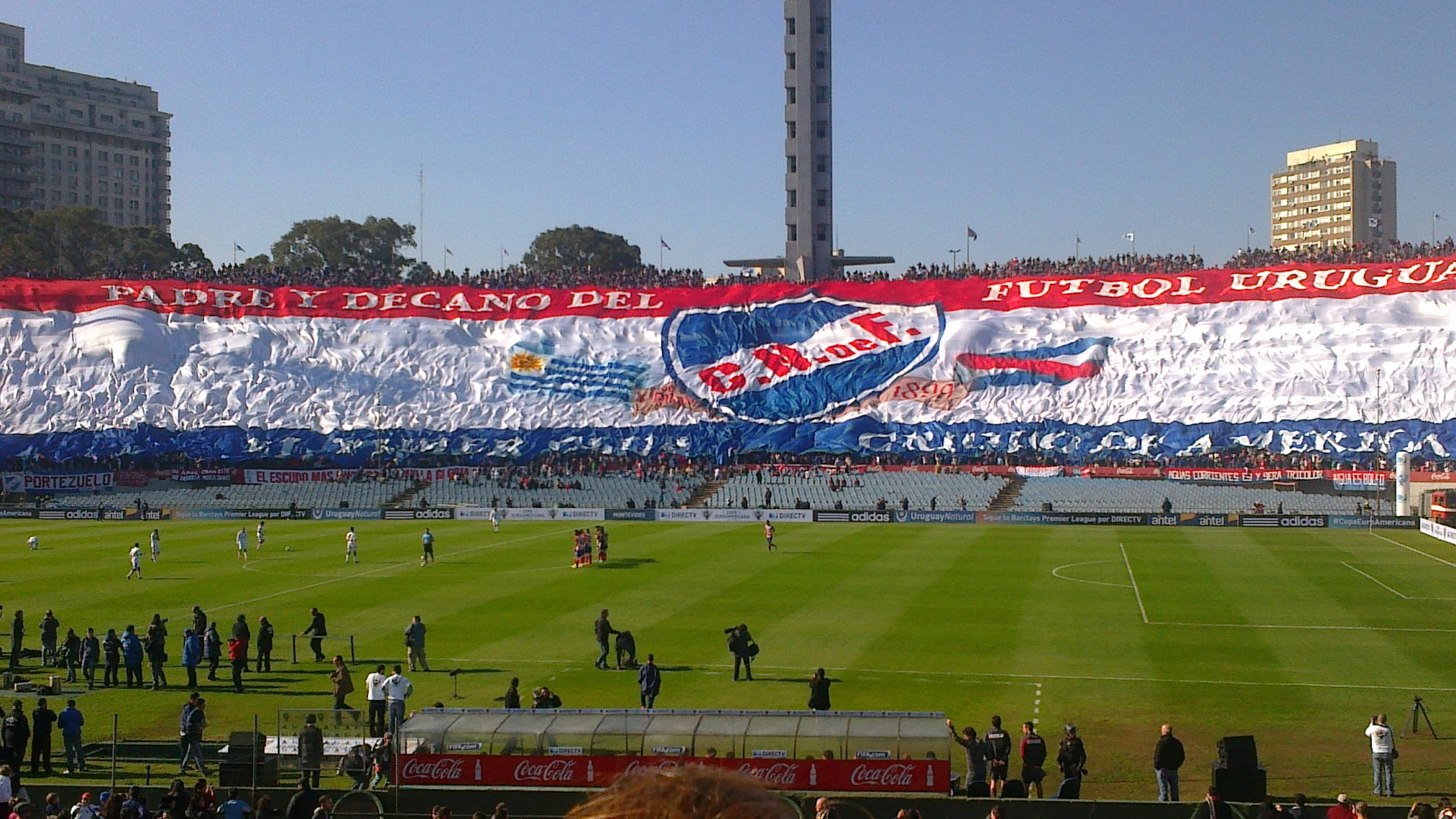
Bandera gigante

A lo largo de la historia nunca se llegó a una certeza del tema, el cual ha sido de mucha discusión para los uruguayos a la hora de preguntarse quien es la mitad más uno. Diversos estudios y encuestas se han realizado, dando resultados a favor de uno y el otro, llegando a la conclusión que entre los dos equipos más populares del Uruguay hay una clarísima paridad, casi imposible de aclarar. En el año 2009, fue realizada durante un período de tres semanas una encuesta para ver quien tenía más hinchas entre Nacional y Peñarol en la página web sportsvs.com, la cual dio como ganador a Nacional por escaso margen. En la misma participaron 126 798 personas de personas, principalmente de los dos clubes grandes del fútbol uruguayo. Ante la pregunta “¿Quién tiene más hinchas?”, 63 840 votaron a favor de Nacional. El Peñarol, por su parte, alcanzó 62 958 votos. En términos porcentuales esto representa que Nacional tuvo 50,35% de los votos y Peñarol 49,65%. Sin embargo, al menos dos encuestas realizadas por la consultora Cifra y la Universidad de la República mostraron pocos años después que los parciales de Peñarol aventajan a los de Nacional por poco más de 10 puntos porcentuales.

## Venta de entradas
Fue el equipo que vendió más cantidad de entradas entre los campeonatos de 1950 y de 1966, con un promedio de 135 460. Cabe destacar que Nacional salió campeón solo en siete de esas diecisiete temporadas. En los campeonatos de 1954 y de 1965 el campeón fue Peñarol, pero Nacional fue el equipo que más entradas vendió. La situación inversa no se ha repetido hasta ahora.
Según datos oficiales de la AUF, Nacional fue el equipo que vendió más entradas en el Campeonato Uruguayo 2011-2012, con un total de 325 177, vendiendo 23 705 boletos más que Peñarol, su inmediato seguidor. Esto mismo ocurrió en el Campeonato Uruguayo 2010-2011, en el que Nacional vendió un total de 399 953 entradas contra 371 303 entradas de Peñarol. Todas estas cifras son por ventas de boletos y no incluyen ni las butacas ni los palcos VIP. Si se los contara, entonces el total de localidades colocadas en la última temporada es de 460 177 y sumadas las dos llega a 995 130, con un promedio de 16 585 espectadores por encuentro.

## Canciones
Gerardo Matos Rodríguez, autor del famoso tango La cumparsita, le compuso al club el tango Nacional for ever en 1917, para festejar la obtención de la primera Copa Uruguaya en propiedad. En 1951 Julio Martel es convocado por la orquesta de José Puglia y Edgardo Pedroza para grabar el tango Nacional, en el que relata una especie de lección de historia al hacer referencia a varios hitos del club, como la gira por Europa y la primera victoria de la selección uruguaya, en la que el equipo uruguayo estaba conformado por los 11 jugadores de Nacional. Además nombra a jugadores emblemáticos como Héctor Scarone, José Nasazzi y Pedro Petrone. Jaime Marella hizo un candombe llamado 13 de setiembre en honor a la primera victoria de la selección uruguaya.
En 1999, con el impulso de Dante Iocco, el publicista Elbio Acuña compone la letra de La canción del Centenario, en conmemoración de los 100 años de la fundación de Nacional. Esta canción es popularmente conocida por la interpretación del Canario Luna, aunque también hay una versión de la murga Los del Parque. Ese mismo año, Buitres adaptó la letra de su canción Cada vez te quiero más en el tema la Locura Nacional. A finales del 2011, Nacional emitió un aviso por televisión de una versión de esta canción, con el mismo ritmo pero con una nueva letra, cantada por los jugadores del plantel principal, las divisiones juveniles e infantiles, el equipo femenino y el equipo de básquetbol en agradecimiento a la hinchada. Además cantan Sebastián Coates, Luis Suárez, Alexander Medina, Sebastián Abreu y Rubén Sosa.
Otras canciones emblemáticas son Saquen los pañuelos de Carlos Soto, Tricolores, tricolores de Carlos Modernell y Nació de un grito de Ernesto Eastman. Se han realizado canciones hacia jugadores emblemáticos, como por ejemplo a Rubén Sosa la canción El principito de la alegría, a Sebastián Abreu la canción Loco el 13 y a Álvaro Recoba la canción Gracias Chino, todas estas compuestas por Daniel Núñez. En enero de 2012, se editó un disco con 10 canciones dedicado a Nacional, interpretadas por la murga Los del Parque.

## Filiales

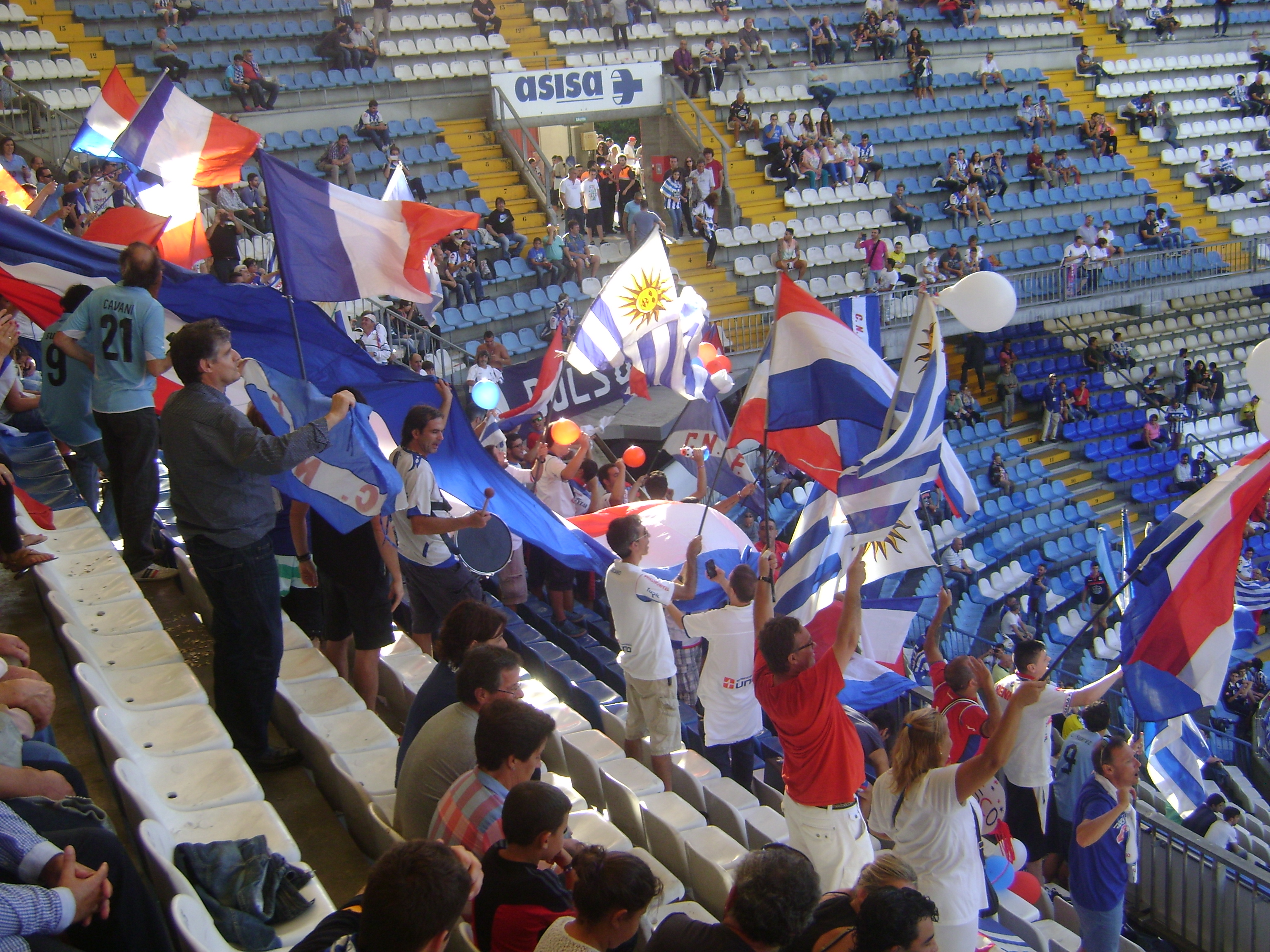
Afición del Nacional en el Trofeo Teresa Herrera.

Posee filiales oficiales en los 19 departamentos del Uruguay, llegando a un total de 104. También tiene filiales en Argentina, Paraguay, Chile, Canadá, Cataluña, Galicia, Florida Nueva York y Valencia En el 2010, la comisión directiva del club sesionó en la sede de la filial en Argentina, ubicada en Buenos Aires, siendo esta la primera vez que se realizara dicho acontecimiento fuera de Uruguay.
Las filiales no sólo son un ámbito de encuentro de hinchas de Nacional en lugares lejanos a Montevideo, sino que han realizado varios actos de militancia como la captación de nuevos socios y el aporte de materiales para las divisiones formativas.

## Eventos

### Mayo Tricolor
Es un evento organizado por los propios hinchas de la institución, nucleados en la Comisión de Actividades del Parque Central, realizado en el mes de mayo, festejando el cumpleaños del club. Se realiza en el estadio de Nacional, el Gran Parque Central. El dinero recaudado se destina a varias causas, como colaborar con la reforma del Parque Central, con la construcción de un gimnasio para deportes menores y para confeccionar una bandera gigante. Se realiza desde el 2008.
El evento cuenta con atracciones musicales, partidos de fútbol, recorridas por las instalaciones, sorteos, concursos, homenajes y exhibiciones de otros deportes que practica Nacional, como boxeo, judo y tenis de mesa. Además se vende merchandising relacionado con el evento y con el club. Entre los músicos que han participado, destaca el grupo folclórico Larbanois & Carrero, la murga tricolor Los del Parque, Plagio (una banda que rinde tributo a Patricio Rey y sus Redonditos de Ricota), los hermanos Ibarburu (Martín, Andrés y Nicolás), Tabaré Cardozo, La Triple Nelson, entre otras. En el mismo también han participado Orlando Petinatti, Tío Aldo, Patricia Fierro, y Maxi de la Cruz.

### Gran Parque Central
Durante las obras, se generó una participación de los hinchas de Nacional que derivó en un alto sentido de pertenencia hacia El Parque. Las diferentes obras de ampliación que se realizaron en el estadio tricolor han sido financiadas por los hinchas bolsos a través de donaciones, compra de diplomas, venta de palcos y butacas, etcétera.
Durante la primera reforma del Gran Parque Central se comenzó a utilizar por parte de Nacional el lema Al Parque lo construye su gente, ya que los propios aficionados participaron de las obras de reacondicionamiento. Antes de la reforma de 2004, se realizó una reforma en el terreno con el objetivo de instalar regadores automáticos, por lo que el campo de juego se levantó y los hinchas compraron pedazos de pasto para financiar la obra.
Para cada obra de reconstrucción o reacondicionamiento de las tribunas del estadio, los hinchas participaron voluntariamente a través de convocatorias para construirlo y pintarlo. Centenares de hinchas de Nacional se han juntado en varias oportunidades para colaborar con su remodelación y pintar voluntariamente tres de las cuatro tribunas de su estadio (Abdón Porte, Atilio García y Héctor Scarone).

### Día del niño tricolor
En el 2001, un grupo de hinchas de Nacional entregaron camisetas, gorros, calcomanías y otros distintivos del club a niños de la ciudad de Tacuarembó aprovechando la visita del equipo para disputar un encuentro frente a Tacuarembó Fútbol Club.
En el 2011, se organizó un evento en conjunto por el Club Nacional de Football y un sector de su parcialidad, resaltando una vez más su compromiso con los valores familiares en el fútbol. En el día del niño, debajo de la tribuna Atilio García se lleva a cabo una gran fiesta para todos los bolsos más chicos, en una tarde con juegos, música, fútbol, una plaza de comidas y sorteos de camisetas autografiadas, magos, circos, entre otras actividades. Contó con la participación de jugadores del plantel de fútbol y de basquetbol. Es un evento que se realiza de forma anual desde 2011.

## Banderas

### La bandera más grande del mundo
A finales del 2010, una iniciativa de parciales de Nacional apuntó a que el tricolor tuviera un enorme telón, como ya sucediera once años atrás con la bandera de los cien años.
Luego de recaudar 55 mil dólares entre los hinchas, mediante colaboraciones organizadas por la propia hinchada, y de ser confeccionada enteramente en Uruguay, el 4 de abril de 2013 se estrenó la Bandera más grande del mundo, que ingresó al Récord Guinness. Se inauguró en el marco del penúltimo partido del grupo 1 de la Copa Libertadores de 2013 frente a Toluca ante 50.000 espectadores, encuentro en el que el bolso se impuso por 4 a 0 y aseguró su pasaje a los octavos de final. El gigantesco telón mide 600 metros de largo por 50 de alto, totalizando 30.000 metros cuadrados, y cubrió tres de las cuatro tribunas del mítico Estadio Centenario (Tribuna Colombes, Tribuna Olímpica y Tribuna Ámsterdam).
La bandera tricolor se desplegó en dos oportunidades, antes del inicio del primer y segundo tiempo. El estreno de la bandera gigante ya se había frustrado en dos oportunidades por pronósticos de lluvias (ante Deportes Iquique y Liga de Loja por la Copa Sudamericana 2012).
La bandera pesa aproximadamente 5000 kilos y se necesitaron cuatrocientos hinchas para transportarla. Posee los colores del club, con una franja superior de color rojo, una franja inferior de color azul, y una gran flanja blanca en el centro. En la franja blanca se ilustran el escudo del club, la bandera de Uruguay, la bandera de Artigas, los títulos internacionales ganados, el Parque Central y al mítico Abdón Porte, además de los nombres de las más de 5000 personas que colaboraron para recaudar los 55 000 dólares que costó la realización.
 Tiene escritas las frases «Padre y decano del Fútbol Uruguayo», «El primer club criollo de América», «Al bolso lo hace grande su gente», «La Banda del Parque nunca abandona», «El verdadero Rey de Copas» y «Más títulos oficiales internacionales y locales».
La noticia recorrió el mundo, haciendo eco en varios países como por ejemplo en Argentina, Brasil, Chile, Perú, Honduras, México, Estados Unidos, Grecia, España, Francia, Reino Unido, y Bélgica.
La bandera más grande del mundo se volvió a desplegar en el encuentro disputado entre Nacional y Atlético de Madrid por la Copa EuroAmericana.

### La bandera de los 100 años
Un grupo de aficionados del Club Nacional de Football realizó en 1999 la entonces bandera más grande del mundo, para festejar el centenario del club, cuyas medidas son 120 metros de largo, por 80 metros de ancho. La tela para la bandera fue traída desde China, la cual fue cosida a mano. Dicha bandera contiene el logo conmemorativo de los 100 años del club.

## Viajes

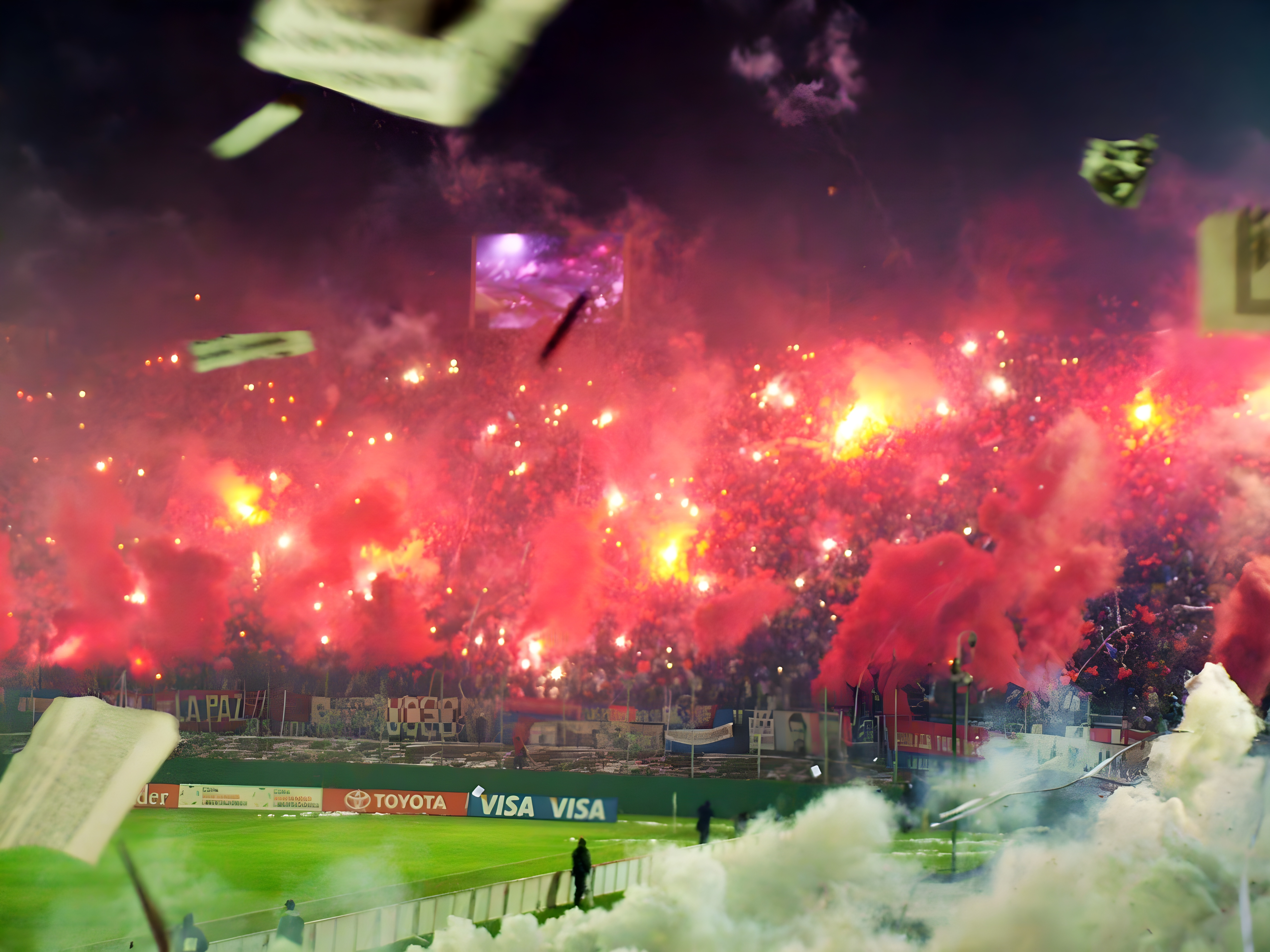
Infierno tricolor en las tribunas.

### La toma de Porto Alegre
La primera final de la Copa Libertadores de América de 1980 se disputó contra el Sport Club Internacional en la ciudad de Porto Alegre el 30 de julio de 1980, finalizando en empate en cero. El equipo de Nacional llegó a la Capital del Estado de Río Grande do Sul, acompañado por cerca de 30 000 fanáticos, que sacudieron las tribunas del Estadio Beira-Rio. Este acontecimiento de tales dimensiones, se le conoce popularmente como La toma de Porto Alegre o El segundo éxodo del pueblo oriental, siendo el primer éxodo oriental protagonizado por José Gervasio Artigas.

### Monumental 2009
Prácticamente 7000 hinchas de Nacional ocuparon la bandeja alta de la tribuna Centenario del Estadio Monumental Antonio Vespucio Liberti, por un partido de fase de grupos de la Copa Libertadores 2009 contra River Plate. Según una de las encargadas de prensa del escenario, fue una de las más numerosas concurrencias de una parcialidad visitante.

## Grafitis
Es habitual ver ejemplos de arte urbano o grafitis de Nacional en Uruguay, sobre todo en las cercanías al  Estadio Gran Parque Central y a la sede del club, ubicadas en el barrio La Blanqueada.

## Relaciones con otras hinchadas

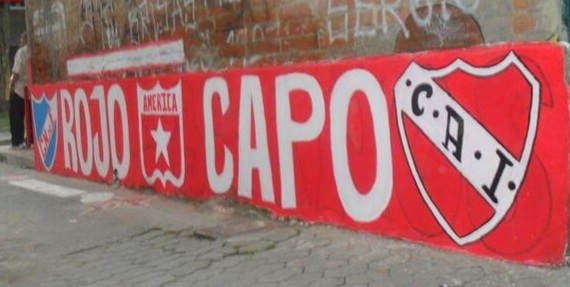
Bandera que muestra la buena relación entre los clubes.

### Rivalidades
Sus mayores rivales rivales son la Barra Ámsterdam de Peñarol, club con el cual comparte un tenso cruce conocido como el superclásico uruguayo. A su vez, otras hinchadas uruguayas comparten una rivalidad con los hinchas del tricolor. En el plano internacional, tienen discrepancias con la hinchada del Sport Club Internacional brasileño y en Argentina con la Guardia imperial del Racing Club y Los Leales de Estudiantes de La Plata.

### Amistades
La hinchada del Club Nacional de Football tiene una gran amistad con la Geral do Grêmio, perteneciente al club brasileño Grêmio de Porto Alegre. También comparte lazos con la barra del Rojo, perteneciente a Independiente de Avellaneda.

## Violencia
La hinchada de Nacional ha participado en varios actos de violencia. Es considerada por la policía como una de las más peligrosas, junto con las de Peñarol y Cerro. En una investigación desarrollada por investigadores de la Universidad de San Andrés se concluyó que las derrotas inesperadas de Nacional y Peñarol provocan un aumento del 71% de crímenes violentos durante la hora posterior a los partidos. Si estos equipos ganan un partido en el que no eran favoritos, la tasa de delitos violentos baja. Se aclara que el aumento de los crímenes no se explica necesariamente por la frustración de los fanáticos que van al estadio, porque ese aumento de violencia se extiende por todo Montevideo.

### Policía
La hinchada de Nacional ha tenido incidentes en varias ocasiones con la policía. También ha tenido incidentes con la policía de la ciudad de Buenos Aires, desatando una batalla campal en la zona del Obelisco de Buenos Aires entre un grupo de hinchas de Nacional y la policía bonaerense, en la previa de un partido contra Argentinos Juniors por Copa Libertadores 2011. Por una riña entre numerosos simpatizantes tricolores y la policía en un clásico del Torneo Clausura 2004, Nacional perdió tres puntos que resultarían decisivos para el siguiente Torneo Apertura al culminar el certamen con Rocha FC campeón con 33 puntos y Nacional segundo con 31 puntos. Como resultado del impacto de un disparo de escopeta con balines de goma efectuado por un policía, un hincha de Nacional perdió la visión en ambos ojos.

### Peñarol
En 1994, momentos antes de disputar un clásico correspondiente al Torneo Apertura, un hincha de Nacional de 16 años fue asesinado por la barra brava de Peñarol a escasos metros del Estadio Centenario. Tanto Nacional como Peñarol perdieron cuatro puntos para ese torneo.
El 28 de abril de 2011, un hincha de Peñarol es asesinado producto de un enfrentamiento entre las barras bravas de Nacional y Peñarol. El hincha de Peñarol fallecido había ido a casa de los procesados en aquella noche y efectuó varios disparos. Horas después, fue interceptado en la intersección de Nueva Palmira y Defensa, donde le dispararon y falleció. En junio de 2011 fue procesado con dos años y medio de reclusión en un centro INAU el menor autor del disparo. Otros tres participantes habían sido procesados en el mes de mayo.
También se han peleado en un partido de futsal disputado en el departamento de Canelones, resultando un joven de veinte años herido de bala y veinticinco personas fueron detenidas en el marco de los disturbios que se generaron en las afueras del gimnasio canario, cuando se enfrentaron hinchas de Nacional y Peñarol, que viajaron desde Montevideo. El partido de futsal había sido fijado en Canelones justamente para evitar incidentes ya que días pasados ocurrieron otros hechos de violencia en un partido clásico de juveniles, el cual también fue protagonizado por hinchas no vinculados al ambiente del futsal.
El 16 de enero de 2013, momentos antes de disputarse un partido clásico, fue baleado un hincha de Peñarol de 20 años por parciales de Nacional. En un ómnibus viajaban unos treinta hinchas de Peñarol, cuando se encontraron con hinchas de Nacional que viajaban en un camión. Se insultaron  y comenzó una pelea, hubo varios disparos, en los que el ómnibus terminó con varios vidrios rotos y un herido. Todos los que viajaban en el camión fueron detenidos, pero al no encontrar el arma fueron dejados en libertad.

#### Violencia entre los jugadores
El domingo 26 de noviembre de 2000, en un encuentro clásico correspondiente al Torneo Clausura se produjo una pelea que comenzó con una discusión entre Luis Romero y Óscar Javier Morales, mientras que el primer golpe se lo tiró el entrenador Julio Ribas a Richard Morales y finalizó con todos los jugadores detenidos. Luego de una riña, fueron procesados con prisión por el delito de riña —agravado por haberse cometido durante el desarrollo de una competencia deportiva— los jugadores de Peñarol Federico Elduayen, José de los Santos, Darío Rodríguez, Marcelo De Souza, Fabián Cesaro, Martín García y el director técnico Julio Ribas mientras que por parte de Nacional fueron procesados con prisión Richard Morales, Marco Vanzini y Mario Regueiro. Sin prisión fueron procesados Luis Cafú Barbosa y Alejandro Lembo. Los que debieron de ir a prisión, fueron puestos juntos en Cárcel Central, trascendiendo que la relación fue muy buena y todos manifestaron lamentar lo sucedido, quedando en libertad a los diez días. Ambos clubes fueron multados con 80 000 pesos uruguayos y casi todos los jugadores fueron suspendidos entre una y tres fechas, como también el técnico de Peñarol.
El viernes 20 de abril de 1990, a los 37 minutos del segundo tiempo, Enrique Peña comete una dura entrada al entonces juvenil Gabriel Cedrés y varios jugadores de Peñarol se acercan a increparlo. El árbitro Eduardo Dluniewsky expulsa a Peña y se desata una gresca entre los jugadores. El árbitro expulsó a todos los jugadores de ambos equipos, con excepción de Jorge Seré y Venancio Ramos, ambos de Nacional. Hubo autos dañados a la salida del Estadio Centenario, al igual que camionetas policiales, vidrios rotos de comercios y varios heridos. Finalmente fueron procesados sin prisión por el delito de riña ocho jugadores de cada equipo.
El domingo 20 de marzo de 1960 se jugó un clásico por la final de la Copa Uruguaya de 1959. Se vendieron 67 446 entradas en el Estadio Centenario lo que constituye el récord de colocación de localidades para un partido entre dos clubes locales en nuestro medio. Luego de que Luis Cubilla anotara un gol en el minuto 78, todos los jugadores —menos Alberto Spencer— se tomaron a golpes de puño durante varios minutos. Cuando los ánimos se calmaron, el juez Pablo Víctor Vaga, expulsó a cuatro futbolistas de cada equipo. El partido se reanudó —con 7 jugadores en cada bando— y finalmente terminó 2:0 a favor de Peñarol.

### Cerro
Hace varios años que hay una rivalidad entre las hinchadas de Nacional y Cerro, haciendo de este un partido considerado de alto riesgo. El 30 de marzo de 1996, en las afueras del Parque Central, fue asesinado de un disparo el hincha de Nacional, Daniel Tosquellas, antes de un partido con Cerro. En el 2011, cuando Nacional visitó el estadio de Cerro, un parcial de Nacional robó una bandera de un hincha de Cerro generando algunos disturbios. En el 2012 hubo incidentes con armas de fuego a la salida de un partido disputado en el Estadio Luis Tróccoli

### Danubio
Al finalizar un partido entre Danubio y Nacional, disputado en Jardines del Hipódromo, parciales tricolores ingresaron al campo de juego aprovechando la rotura que tenía el alambrado de su tribuna. Los mismos robaron una bandera de los hinchas de Danubio, los cuales reaccionaron ingresando también a la cancha. La policía no intervino durante 15 minutos, en los cuales se desarrolló una batalla campal en la cancha. Dos hinchas de Nacional y dos de Danubio fueron procesados con prisión por este hecho, al ser imputados con el delito de riña en espectáculo público. La pena prevista es de 24 meses y no poder concurrir a espectáculos deportivos durante un año. 
Debido a estos incidentes, el Tribunal de Penas decidió penar a Nacional con la pérdida de tres puntos para el Torneo Apertura, correspondiente al Uruguayo 2009-2010. Cabe destacar que el equipo tricolor se coronó campeón de dicho torneo, a pesar de la quita de puntos. También se decidió multar a ambos equipos con 400 unidades reajustables, una suma que asciende a poco menos de 152 mil pesos.

### Wanderers
El 16 de septiembre de 1963, durante un partido entre Wanderers y Nacional, murió Hugo Avellino Rodríguez, tras ser agredido por dos hinchas tricolores, al ser arrojado desde las tribunas hacia el palco.